# Loboceae
Famille
Les Loboceae sont une famille d'algues de l'embranchement des Ochrophyta de la classe des Eustigmatophyceae et de l’ordre des Eustigmatales.

## Étymologie
En théorie le nom devrait découler d'un genre type nommé Lobocea, or ce genre n'a pas été décrit ; Hegewald et al. ont décrit le genre Pseudotetraëdriella et l'espèce  Pseudotetraëdriella kamillae en même temps qu'ils créèrent cette famille.
Le nom Pseudotetraëdriella fut donné par comparaison et opposition avec le genre Tetraëdriella, algue d'un groupe voisin puisque, bien qu'étant aussi une Ochrophyte de la classe des Eustigmatophyceae, elle fait partie de l'ordre des Goniochloridales et de la famille des Goniochloridaceae, Pseudotetraëdriella signifiant donc littéralement « faux Tetraëdriella ».

## Systématique
La famille de Loboceae a été créée en 2007 par Eberhard Heinz Hegewald (d) pour y accueillir le nouveau genre Pseudotetraedriella E. Hegewald et la nouvelle espèce Pseudotetraedriella kamillae E. Hegewald et J. Padisa´k. Le genre diffère nettement des genres décrits avec une forme tétralobulaire ou quadrangulaire comme Tetraedron, Tetraedriella ou encore Polyedrium.

## Liste des genres
Selon AlgaeBase (10 mars 2022) :
- Aucun genre type

Selon World Register of Marine Species (10 mars 2022) :
- Pseudotetraëdriella Hedgewald, Padisak & Friedl, 2007[2]

## Publication originale
- (en) Eberhard Hegewald, Judit Padisák et Thomas Friedl, « Pseudotetraëdriella kamillae: taxonomy and ecology of a new member of the algal class Eustigmatophyceae (Stramenopiles) », Hydrobiologia, Springer Science+Business Media, vol. 586, no 1,‎ 18 avril 2007, p. 107-116 (ISSN 0018-8158 et 1573-5117, OCLC 231039046 et 1368147594, DOI 10.1007/S10750-006-0566-5, lire en ligne).